# Walckenaeria languida
Walckenaeria languida är en spindelart som först beskrevs av Simon 1914.  Walckenaeria languida ingår i släktet Walckenaeria och familjen täckvävarspindlar. Inga underarter finns listade i Catalogue of Life.